# Goodyear (Arizona)
Goodyear – miasto w Stanach Zjednoczonych, w stanie Arizona, w hrabstwie Maricopa. Według spisu w 2020 roku liczy 95,3 tys. mieszkańców. W latach 2010–2020 populacja wzrosła o 46%. Należy do obszaru metropolitalnego Phoenix. 

## Demografia
Według danych pięcioletnich z 2021 roku, 64,8% mieszkańców stanowiła ludność biała (52,9% nie licząc Latynosów), 15,1% miało rasę mieszaną, 6,2% to czarnoskórzy Amerykanie lub Afroamerykanie, 3,6% to Azjaci, 1,9% to rdzenna ludność Ameryki i 0,3% to Hawajczycy i mieszkańcy innych wysp Pacyfiku. Latynosi stanowili 32,1% ludności miasta.